# 岑加洛峰

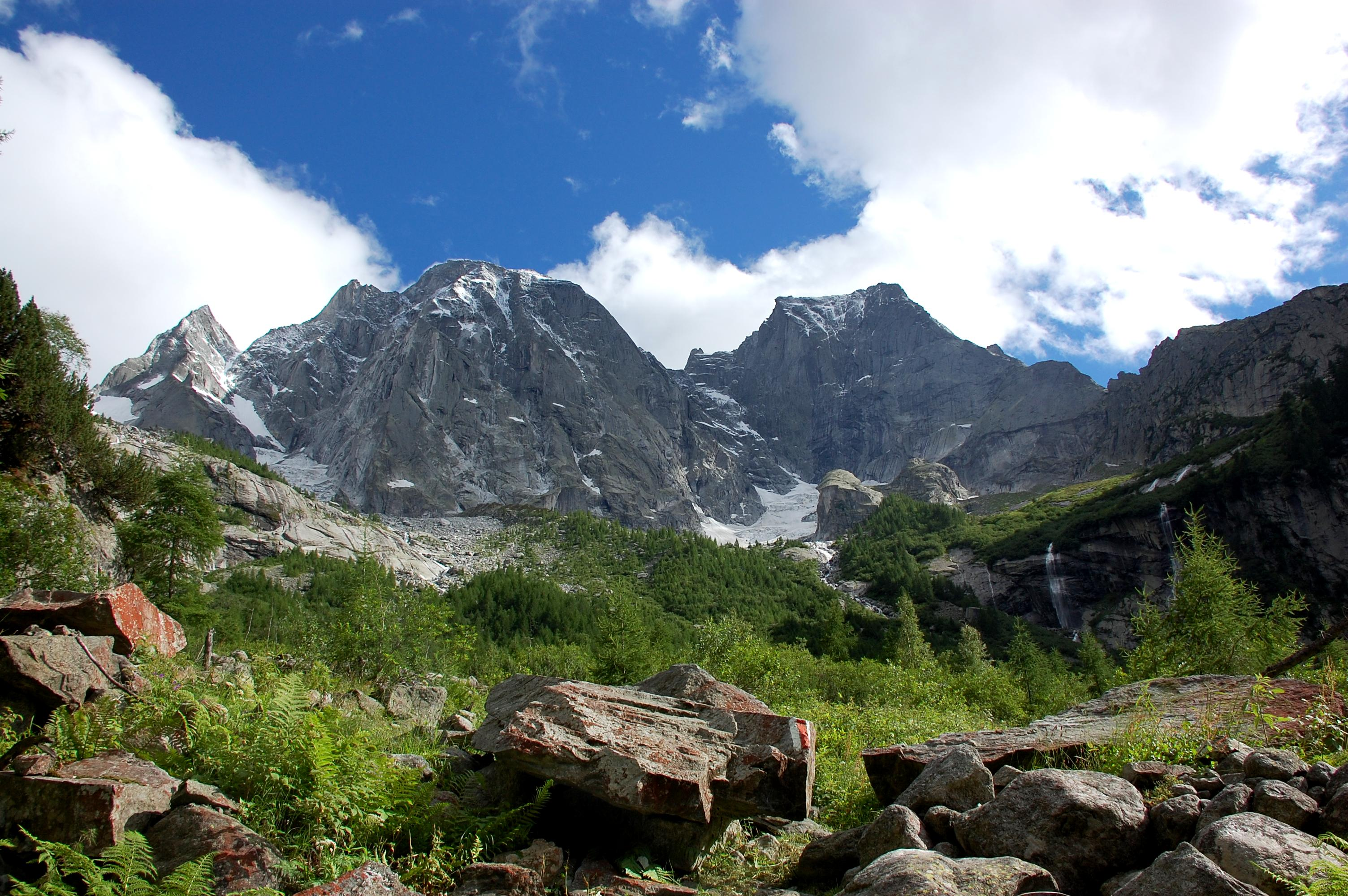

46°17′41″N 9°36′7″E / 46.29472°N 9.60194°E
岑加洛峰（義大利語：Pizzo Cengalo），是南歐的山峰，位於瑞士和意大利接壤的邊境，屬於貝爾尼納阿爾卑斯山脈的一部分，海拔高度3,369米，人類首次在1866年7月25日首次登頂。